# Graham Faulkner
Graham Faulkner (ur. 26 września 1947 w Londynie) – brytyjski aktor telewizyjny i filmowy.

## Wybrana filmografia

### Filmy fabularne
- 1972: Brat Słońce, siostra Księżyc jako Franciszek z Asyżu
- 1977: Charley's Aunt (TV) jako Lord Fancourt Babberley
- 1981: Modlitwa o miłość (Priest of Love) jako kornwalijski farmer

### Seriale TV
- 1974: Churchill's People jako kawalerzysta John Watkinson
- 1974: Notorious Woman jako Maurice
- 1975: Angels - odc. "Saturday Night"
- 1976: Dickens of London jako Frederick Dickens
- 1977: The Children of the New Forest jako Southwold
- 1983: The Cleopatras jako Apollodorus
- 1984: Shroud for a Nightingale jako Staff Nurse